# TÉLUQ
Université TÉLUQ, o Télé-Université, es una universidad de enseñanza a distancia, la única universidad de enseñanza a distancia de idioma francés en América del Norte.

## Historia
Université TÉLUQ nació de un proyecto universitario de televisión experimental puesto en marcha en los primeros años de creación de la Universidad de Quebec. Su estilo de enseñanza es inspirada por la Open University británica.
Desde el principio, su objetivo es aumentar el acceso a la universidad para los estudiantes que no pueden viajar a la clase, o para aquellos que prefieren o necesitan combinar diversas formas de aprendizaje.

## Métodos de aprendizaje
Université TÉLUQ ofrece varios tipos de cursos. Formato de la ayuda utilizada incluye papel, DVD y sitios web utilizando herramientas de gestión de contenidos, tales como SPIP. Los cursos están diseñados por los equipos dirigidos por un profesor e incluye asistentes de investigación, diseñadores asociados, especialistas en ciencias de la educación, correctores y demás personal de edición.

## Investigación científica
Université TÉLUQ desarrollado unas técnicas de investigación de campo en el campo de la educación a distancia, sobre la base de una masa crítica de profesores e investigadores que trabajan en particular en:
- Las tecnologías educativas
- Modelos de aprendizaje
- Reconocimiento de los logros
- Los factores del éxito del estudiante
- Los cursos en línea abierta y masiva (COMA o MOOC)

Université TÉLUQ también incluye un centro de investigación de computación cognitiva, centro de investigación LICEF Archivado el 11 de julio de 2018 en Wayback Machine..

## Acceso abierto a las publicaciones de investigación
En el otoño de 2014, l'Université TÉLUQ lanzó su directorio de las publicaciones científicas en el acceso libre de R-Libre. Este último es gratuita para todos en Internet y contiene entre otros los manuscritos final de publicaciones de investigación los investigadores de la Université TÉLUQ. Este directorio recibe continuamente los textos resultantes de los investigacións scientificos recientes. En la misma línea, en noviembre de ese año, la Université TÉLUQ firmó la Declaración de Berlín en ciencias matemáticas, ciencias biológicas, ciencias humanas y sociales.